# Distré
Distré település Franciaországban, Maine-et-Loire megyében. Lakosainak száma 1812 fő (2022. január 1.). Distré Artannes-sur-Thouet, Le Coudray-Macouard, Courchamps, Rou-Marson, Saumur, Les Ulmes, Varrains és Bellevigne-les-Châteaux községekkel határos.

## Népesség
A település népességének változása:
| Lakosok száma | 831  | 964  | 1098 | 1363 | 1684 | 1671 | 1713 | 1732 | 1746 | 1812 |
|               | 1968 | 1982 | 1990 | 2006 | 2013 | 2015 | 2017 | 2019 | 2020 | 2022 |